# Усинская котловина
Уси́нская котлови́на — межгорная впадина на юге Красноярского края России, в системе Западного Саяна, по среднему течению реки Ус (правый приток Енисея).
Котловина располагается между Хакасско-Минусинской и Тувинской котловинами и имеет с ними общую геологическую историю.
Протяжённость котловины составляет 70 км, ширина — от 10 до 18 км. Преобладающие высоты находятся на отметке 650—800 м. Рельеф равнинный, по окраинам холмистый. Климат резко континентальный; средняя температура января составляет −28,6 °С, июля — 16,7 °С. Осадков выпадает около 350 мм в год. Вегетационный период — 116 сут.
Большая часть котловины распахана, главным образом под посевы зерновых. Сохранились участки первичных злаковых и злаково-разнотравных степей на чернозёмных почвах. По окраинам преобладают лиственнично-берёзовые лесостепи на серых лесных почвах и сосновые массивы на песках.
Северо-восточную часть котловины пересекает автодорога Енисей.
Населённые пункты: Верхнеусинское, Нижнеусинское.